# モーニング娘。サスペンスドラマスペシャル
『モーニング娘。サスペンスドラマスペシャル』（-むすめ。-）は、TBS系列にて2002年12月28日21:00〜23:24(JST)に放送されたスペシャルドラマ。

## 概要
モーニング娘。のメンバー2人が主演する2つのサスペンスストーリーとしてテーマにしたテレビドラマである。
以前、2002年正月に放映された『モーニング娘。新春! LOVEストーリーズ』に続くモー娘。主演ドラマのスペシャルとして第2弾である。
ハイビジョン制作として作品であるが、BSデジタル放送ではBS-iにて2003年2月23日放映された。

## 三毛猫ホームズの犯罪学講座

### キャスト
- 宮越 友美 - 安倍なつみ
- 片山 晴美 - 飯田圭織
- 片山 義太郎 - 原田龍二
- 村瀬 明香 - 保田圭
- 矢口 真里 - 矢口真里（当時、ミニモニ。）
- 辻 希美 - 辻希美（当時、ミニモニ。）
- 加護 亜依 - 加護亜依（当時、ミニモニ。）
- ミカ - ミカ（当時、ミニモニ。）
- 浜野 かおり - 高橋愛
- 栗原 隆三 - 伊東四朗
- 川口 素子 - 真矢みき
- 宮越 宗一郎 - 古尾谷雅人
- 奈良 達之 - 河原崎建三
- 堀口 康夫 - 田口浩正
- 石津 直人 - 岡本光太郎
- 大谷允保
- 菊池均也
- 飯田基祐
- 伊東孝明
- 村田和美
- 相沢真紀
- 七海薫
- 高木李湖
- 田村未奈美
- エキストラ - 放映プロジェクト、劇団東俳、プロシード、多摩動物プロダクション

### スタッフ
- 原作 - 赤川次郎
- 脚本 - 稲葉一広
- 演出 - 小野原和宏

## おれがあいつであいつがおれで

### キャスト
- 斉藤 一美 - 吉澤ひとみ
- 斉藤 一夫 - 勝地涼
- 吉野 アケミ - 石川梨華
- 山本 弘 - 速水もこみち
- 斉藤 二葉 - 紺野あさ美
- 斉藤 始 - 内藤剛志
- 斉藤 美里 - 市毛良枝
- 斉藤 頼子 - 朝加真由美
- 斉藤 宗一 - 高橋克実
- 山崎 美穂 - 小川麻琴
- 川原 敬子 - 新垣里沙
- 渡辺いっけい
- エキストラ - キリンプロ、セントラル子供劇団、劇団ひまわり

### スタッフ
- 原作 - 山中恒
- 脚本 - 遠藤彩見
- 演出 - 福本義人

## スタッフ
- 企画 - 貴島誠一郎、橋本孝
- プロデューサー - 鈴木伸太郎
- スタント - 高橋レーシング
- 協力 - ベイシス、バスク、アックス、緑山スタジオ・シティ
- 製作 - TBS、共同テレビジョン

## ソフト化
VHS・DVDは2003年7月16日リリース。発売元はハチャマと販売元はポニーキャニオン。2018年12月現在は廃盤である。